# Sinobatis caerulea
Sinobatis caerulea és una espècie de peix de la família dels raids i de l'ordre dels raïformes.

## Morfologia
- Els mascles poden assolir 69 cm de longitud total.[4]

## Hàbitat
És un peix marí, de clima tropical (21°S-26°S, 111°E-114°E) i demersal que viu entre 482-1.168 m de fondària.

## Distribució geogràfica
Es troba a l'oceà Índic oriental: Austràlia.

## Observacions
És inofensiu per als humans.